# Esperanza
Esperanza je motorová loď patřící mezinárodní ekologické organizaci Greenpeace.

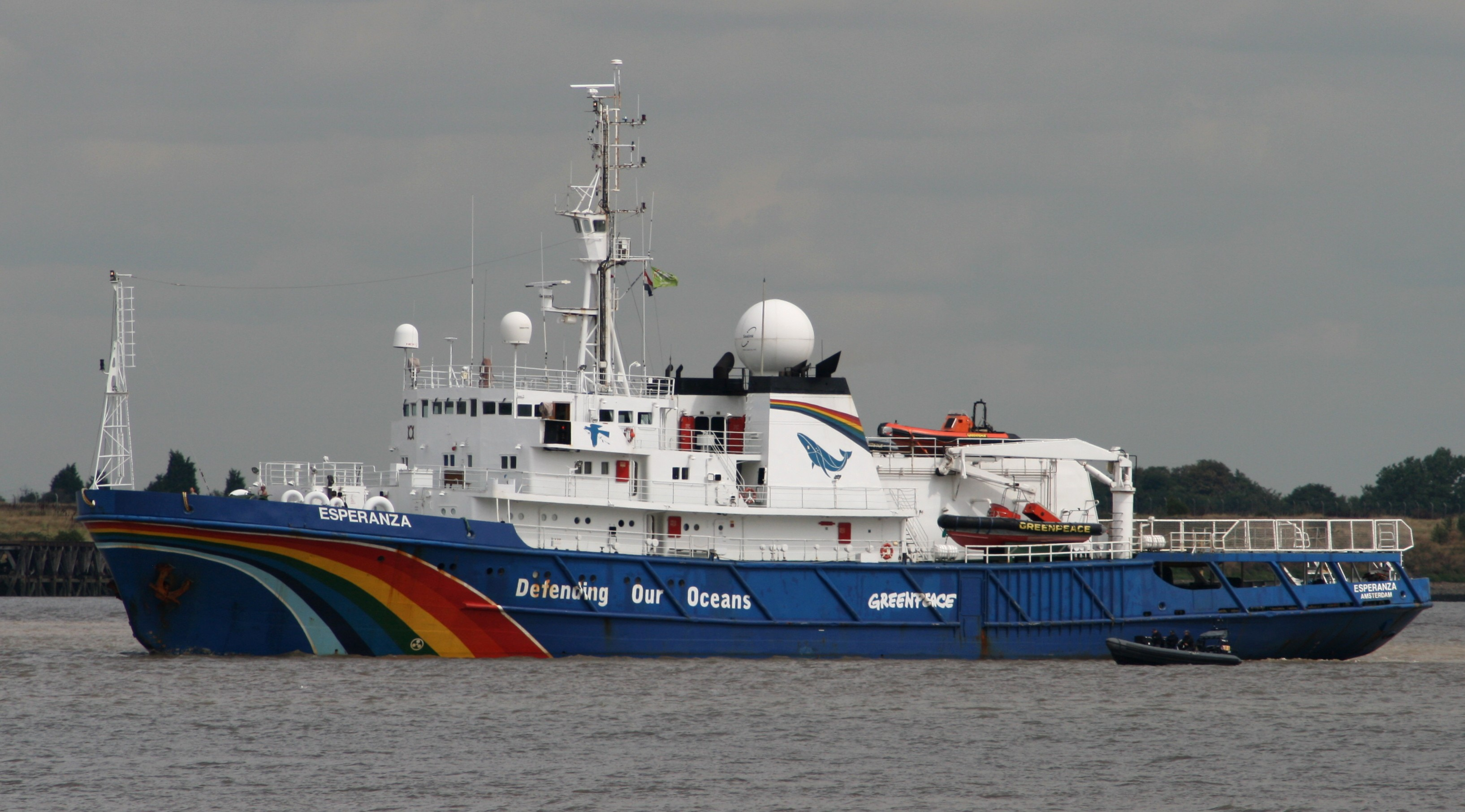
Esperanza

Byla postavena v roce 1984 v polských loděnicích a sloužila jako ruská hasičská loď. Od roku 2002 ji po renovaci a přejmenování používá organizace Greenpeace pro své kampaně. Loď pluje pod nizozemskou vlajkou.